# Communauté de communes Cabardès-Canal du Midi
La Communauté de communes du Cabardès au Canal du Midi était une communauté de communes française, située dans le département de l'Aude et la région Languedoc-Roussillon.

## Histoire
Au 1er janvier 2013, la Communauté de communes du Cabardès au Canal du Midi a intégré Carcassonne Agglo.

## Composition
Elle regroupait 9 communes du département de l'Aude:
| Commune               | Population 1999 | Code postal | Code INSEE |
| --------------------- | --------------- | ----------- | ---------- |
| Alzonne               | 1 221           | 11170       | 11009      |
| Aragon                | 453             | 11600       | 11011      |
| Montolieu             | 786             | 11170       | 11253      |
| Moussoulens           | 710             | 11170       | 11259      |
| Raissac-sur-Lampy     | 211             | 11170       | 11308      |
| Sainte-Eulalie        | 406             | 11170       | 11340      |
| Saint-Martin-le-Vieil | 191             | 11170       | 11357      |
| Ventenac-Cabardès     | 759             | 11610       | 11404      |
| Villesèquelande       | 571             | 11170       | 11437      |